# 21903 Wallace
21903 Wallace è un asteroide della fascia principale. Scoperto nel 1999, presenta un'orbita caratterizzata da un semiasse maggiore pari a 3,0512315 UA e da un'eccentricità di 0,0436781, inclinata di 9,73643° rispetto all'eclittica.